# La Gazette du Midi
La Gazette du Midi est un hebdomadaire d'information économique régional. Son siège se situe à Toulouse.
Le journal s'appelait auparavant O Toulouse : il a été racheté en 2004 à La Dépêche du Midi par le groupe ForumEco, groupe de presse d'informations régionales situé à Reims. 
La Gazette du Midi donne une information économique objective et apolitique. Ce journal économique traite des sujets divers et reçoit les annonces légales, de la publicité. Les clients sont notamment des avocats, experts comptables...